# جنيفير
جنيفر (بالفرنسية: Jenifer)‏ هي مغنية وممثلة فرنسية، ولدت في 15 نوفمبر 1982 في نيس في فرنسا.

## وصلات خارجية
- الموقع الرسمي
- جنيفير على موقع IMDb (الإنجليزية)
- جنيفير على موقع روتن توميتوز (الإنجليزية)
- جنيفير على موقع ألو سيني (الفرنسية)
- جنيفير على موقع ميوزك برينز (الإنجليزية)
- جنيفير على موقع أول ميوزيك (الإنجليزية)
- جنيفير على موقع ديسكوغز (الإنجليزية)
- جنيفير على موقع قاعدة بيانات الفيلم (الإنجليزية)
- جنيفير على موقع ليتربوكسد (الإنجليزية)
- جنيفير على موقع كينوبويسك (الروسية)